# ایشنبرگ (زاله‌هلتسلاند)
ایشنبرگ (به آلمانی: Eichenberg) یک شهر در آلمان است که در زاله‌هلتسلاند واقع شده‌است. ایشنبرگ ۴۱۳ نفر جمعیت دارد.